# Blake Jenner

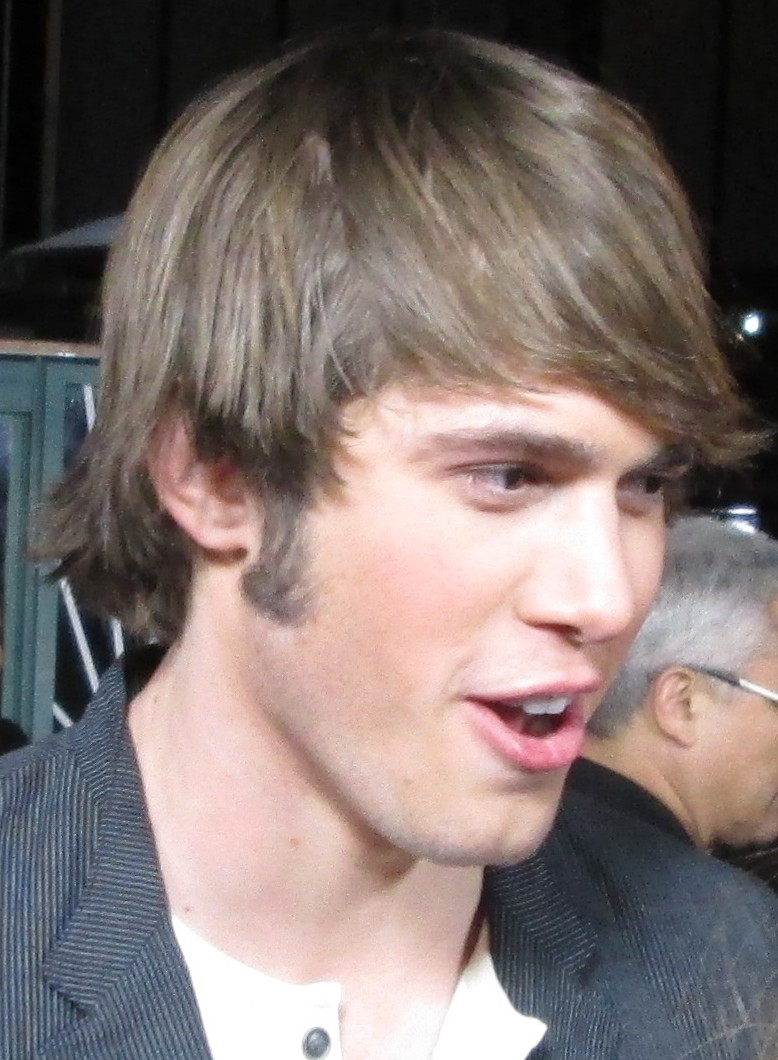
Blake Jenner (2013)

Blake Jenner (* 27. August 1992 in Miami, Florida) ist ein US-amerikanischer Schauspieler.

## Leben und Karriere
Blake Jenner wuchs zusammen mit seinen drei älteren Brüdern in Miami auf. Für seine Schauspielkarriere zog er nach Los Angeles und nahm Extraunterricht, um die Highschool ein Jahr früher beenden zu können. Im Jahr 2011 kam er zu ersten kleineren Filmauftritten. Im folgenden Jahr wurde er durch die Rolle des Ryder Lynn in der Fox-Serie Glee bekannt. Diese Rolle bekam er aufgrund seines Sieges bei der zweiten Staffel der Realityshow The Glee Project, in der neue Darsteller für die Serie gesucht wurden.
Nach dem Ende von Glee im Jahr 2015 folgten weitere Kino- und Fernsehrollen. 2016 war er unter Regie von Richard Linklater in der zentralen Rolle der Komödie Everybody Wants Some!! zu sehen, im selben Jahr spielte er zudem den älteren Bruder von Hailee Steinfelds Hauptfigur in dem Coming-of-Age-Film The Edge of Seventeen. Größere Rollen übernahm er außerdem in dem Horrorfilm Sidney Hall (2017) und in dem Kriminalfilm American Animals (2018). In der Netflix-Serie What/If war er 2019 in einer der Hauptrollen als Notfallsanitäter Sean Donovan zu sehen.
Im März 2015 heiratete Blake Jenner seine Glee-Kollegin Melissa Benoist. Ende Dezember 2016 gab Melissa Benoist die Entscheidung bekannt, sich wegen „unüberbrückbarer Differenzen“ von Blake Jenner zu scheiden. Im November 2019 warf Benoist in einem Video-Statement ihrem Ex-Mann häusliche Gewalt vor, wozu Jenner sich im Oktober 2020 erstmals äußerte, die Richtigkeit der Vorwürfe bestätigte und sich entschuldigte.
Nach dem Skandal um häusliche Gewalt ließ das Interesse der Hollywood-Studios an Jenner deutlich nach. So war Jenner ursprünglich für Richard Linklaters ab 2019 gedrehtes, auf insgesamt zwanzig Jahre angelegtes Filmprojekt Merrily We Roll Along in einer der Hauptrollen verpflichtet; 2023 wurde dann bekannt, dass Jenner inzwischen durch Paul Mescal ersetzt wurde. 2022 war Jenner in dem schwach rezipierten Actionfilm Paradise City neben den Altstars John Travolta und Bruce Willis zu sehen.

## Filmografie (Auswahl)
Film
- 2011: Cousin Sarah
- 2016: Within
- 2016: The Edge of Seventeen – Das Jahr der Entscheidung (The Edge of Seventeen)
- 2016: Everybody Wants Some!!
- 2017: Sidney Hall
- 2017: Billy Boy
- 2018: American Animals
- 2022: Paradise City

Fernsehserien
- 2011: Melissa & Joey (Staffel 1, Episode 28)
- 2012–2015: Glee (39 Folgen)
- 2016: Supergirl (Episoden 1x11-1x12)
- 2019: What/If (10 Folgen)